# Ninyas
Ninyas war ein legendärer altorientalischer Herrscher. Er soll der Sohn von Ninos, dem mythischen Gründer der Stadt Ninive, und der Semiramis gewesen und seiner Mutter als König des  Assyrischen Reichs gefolgt sein. Insgesamt habe er 38 Jahre regiert. Sein Name taucht nur bei antiken griechischen und römischen Autoren, nicht jedoch in assyrischen und babylonischen Quellen auf. Die antiken Darstellungen seiner Biographie sind unhistorisch, doch könnten einzelne tatsächliche Vorkommnisse der assyrischen Geschichte der Gestalt des Ninyas zugeschrieben worden sein.

## Legendäre antike Berichte
Den umfangreichsten erhaltenen Bericht über Ninyas liefert der im 1. Jahrhundert v. Chr. schreibende griechisch-sizilische Geschichtsschreiber Diodor, der sich offenbar hauptsächlich auf die verlorene ausführliche Darstellung der Persiká des Ktesias von Knidos stützte. Diodor zufolge versuchte Ninyas, seine Mutter, nachdem sie einen Großteil Asiens mit Ausnahme Indiens unter ihre Herrschaft gebracht und 42 Jahre lang regiert hatte, mit Hilfe eines Eunuchen beseitigen zu lassen. Die Verschwörung wurde zwar entdeckt, doch da ein Orakel-Spruch des Ammon der mittlerweile 62-jährigen Semiramis einst verkündet hatte, dass sie zu den Göttern entrückt werden würde, wenn Ninyas ihren Tod herbeiführen wolle, dankte sie freiwillig ab und verschwand auf geheimnisvolle Weise. Ninyas herrschte nun als assyrischer König, hatte aber nicht die kriegerische Unternehmungslust seiner Mutter. Er wohnte dauerhaft abgeschieden vom Volk in seinem Palast in Ninive und führte in der Gesellschaft von Konkubinen und Eunuchen ein luxuriöses und ausschweifendes Leben. Aus Angst vor Unruhen ließ er Ninive durch außerhalb der Stadtmauer patrouillierende Truppen bewachen, die alljährlich aus einem anderen der unterworfenen Völker neu rekrutiert wurden. Durch diesen regelmäßigen Austausch der Wachmannschaften wollte er sich gegen eventuelle Revolten absichern. – Während Diodor die Gründung Babylons Semiramis zugeschreibt, behauptet der byzantinische Historiker Agathias, dass Ninyas diese orientalische Metropole angelegt habe.
Aus der umfangreichen Weltgeschichte des Nikolaos von Damaskus ist ein Fragment erhalten, das einen von Diodors Erzählung abweichenden Bericht über Ninyas bringt. Demzufolge war Semiramis gerade von einem Feldzug gegen Indien zurückgekehrt und hatte Quartier auf einem hohen Berg in Medien bezogen, als der Eunuch Satibaras ein Komplott gegen sie schmiedete. Er behauptete gegenüber den beiden Söhnen der Königin aus deren erster Ehe mit Onnes, dass sie um ihr Leben fürchten müssten, wenn ihr Stiefsohn Ninyas die Regierung übernähme. Daher sollten sie Semiramis aus dem Weg räumen und selbst die Herrschaft antreten. So fassten sie den Plan, Semiramis vom Berg in den Abgrund zu stoßen. Allerdings wurde die Königin durch einen Meder gewarnt, der das Gespräch über die eben ausgeheckte Intrige heimlich mitgehört hatte. Semiramis warf ihren Söhnen daraufhin vor, dass sie sich vom Eunuchen verführen ließen; auch informierte sie das assyrische Volk über das Geschehnis.
Eine weitere anderslautende Sagenversion über Ninyas überliefert der spätantike Historiker Moses von Choren im 17. Kapitel des ersten Buchs seiner Darstellung der armenischen Geschichte. Nach seiner Schilderung trennte sich Ninos von seiner sittenlosen Gemahlin Semiramis, die nun ihren Liebhabern die Regierung überließ und auch nicht für ihre Söhne sorgte. Nach dem Erreichen des Erwachsenenalters tadelten die Söhne Semiramis wegen ihres ausschweifenden Lebensstils und verlangten, dass sie die Herrschaft zu ihren Gunsten niederlege und ihnen ihre Schätze übergebe. Semiramis ergrimmte und ordnete die Hinrichtung ihrer Söhne an; sie verschonte nur Ninyas. Als sie den von ihr unternommenen Krieg gegen den rebellischen Zoroaster von Medien verloren und danach Zuflucht in Armenien genommen hatte, nutzte Ninyas die Gelegenheit zur Beseitigung seiner Mutter, so dass er selbst assyrischer König werden konnte.